# 刘向
劉向（前77年—前6年），字子政，原名更生，西漢宗室。著有《別錄》《新序》《说苑》《列女传》《洪範五行傳論》《五紀論》等書，並且編訂了《戰國策》《楚辭》《孫卿新書》。劉向曾官中壘校尉，故世称劉中壘。明人张溥辑有《刘中垒集》，收入《汉魏六朝百三家集》中。又有赋33篇，今仅存《九歎》一篇。經學家劉歆為其子。劉向的詳細事跡可以參考《漢書•楚元王列傳》。

## 生平
劉向是汉高祖之弟楚元王劉交的玄孙，红懿侯刘富的曾孙，光禄大夫、长乐卫尉、宗正刘辟强的孙子，大鸿胪丞、太中大夫、宗正、阳城缪侯刘德的儿子。劉向博覽群書，精通天文星象。
漢宣帝时，劉向和王褒等人同獻賦頌，官至散騎諫大夫、給事中。
汉元帝時，劉向任宗正，奏章中多以天災來附會當時的政治現象，希望元帝“放远佞邪之党，坏散险诐之聚，杜闭群枉之门，广开众正之门”，後因反对宦官弘恭、石显亂政而下獄，終免为庶人。后人以屈原与之相提并论。
汉成帝時，改名向，拜中郎，使領護三輔都水，任光禄大夫，校閱經傳諸子詩賦等書籍，撰成《別錄》一書，為中國最早的分類目錄。

## 後代
劉向有三個兒子，他們都好學：長子劉伋，講授《易》，擔任官職去到郡守；二兒子劉賜，擔任九卿丞，早死；小兒子劉歆，最有名氣。

## 評價
高似孙稱刘向“炯炯丹心，在汉社稷”；张溥稱他：“忠爱憯怛，义兼《诗》、《书》。”凌扬藻說他：“孤忠自许，志不得行，而其精诚，更可贯金石矣”刘知几指责刘向“广陈虚事，多构伪辞”。

## 進諫
根據《漢書•楚元王列傳》的記載，劉向有數次向皇帝進諫的記錄。
有一次進諫的情況和內容如下：
久之，營起昌陵，數年不成，復還歸延陵，制度泰奢。
向上疏諫曰：
臣聞《易》曰：「安不忘危，存不忘亡，是以身安而國家可保也。」
故賢聖之君，博觀終始，窮極事情，而是非分明。王者必通三統，明天命所授者博，非獨一姓也。孔子論詩，至於「殷士膚敏，祼將于京」，喟然歎曰：「大哉天命！善不可不傳于子孫，是以富貴無常；不如是，則王公其何以戒慎，民萌何以勸勉？」
蓋傷微子之事周，而痛殷之亡也。雖有堯舜之聖，不能化丹朱之子；雖有禹湯之德，不能訓末孫之桀紂。自古及今，未有不亡之國也。昔高皇帝既滅秦，將都雒陽，感寤劉敬之言，自以德不及周，而賢於秦，遂徙都關中，依周之德，因秦之阻。世之長短，以德為效，故常戰栗，不敢諱亡。
孔子所謂「富貴無常」，蓋謂此也。
孝文皇帝居霸陵，北臨廁，意悽愴悲懷，顧謂群臣曰：「嗟乎！以北山石為槨，用紵絮斮陳漆其間，豈可動哉！」
張釋之進曰：「使其中有可欲，雖錮南山猶有隙；使其中無可欲，雖無石槨，又何慼焉？」
夫死者無終極，而國家有廢興，故釋之之言，為無窮計也。孝文寤焉，遂薄葬，不起山墳。
《易》曰：「古之葬者，厚衣之以薪，臧之中野，不封不樹。後世聖人易之以棺槨。」
棺槨之作，自黃帝始。黃帝葬於橋山，堯葬濟陰，丘壟皆小，葬具甚微。舜葬蒼梧，二妃不從。禹葬會稽，不改其列。殷湯無葬處。文、武、周公葬於畢，秦穆公葬於雍橐泉宮祈年館下，樗里子葬於武庫，皆無丘隴之處。此聖帝明王賢君智士遠覽獨慮無窮之計也。其賢臣孝子亦承命順意而薄葬之，此誠奉安君父，忠孝之至也。
夫周公，武王弟也，葬兄甚微。
孔子葬母於防，稱古墓而不墳，曰：「丘，東西南北之人也，不可不識也。」
為四尺墳，遇雨而崩。弟子修之，以告孔子，孔子流涕曰：「吾聞之，古不修墓。」蓋非之也。延陵季子適齊而反，其子死，葬於嬴、博之間，穿不及泉，斂以時服，封墳掩坎，其高可隱，而號曰：「骨肉歸復於土，命也，魂氣則無不之也。」
夫嬴、博去吳千有餘里，季子不歸葬。孔子往觀曰：「延陵季子於禮合矣。」
故仲尼孝子，而延陵慈父，舜禹忠臣，周公弟弟，其葬君親骨肉，皆微薄矣；非苟為儉，誠便於體也。宋桓司馬為石槨，仲尼曰「不如速朽。」秦相呂不韋集知略之士而造春秋，亦言薄葬之義，皆明於事情者也。
逮至吳王闔閭，違禮厚葬，十有餘年，越人發之。及秦惠文、武、昭、嚴襄五王，皆大作丘隴，多其瘞臧，咸盡發掘暴露，甚足悲也。秦始皇帝葬於驪山之阿，下錮三泉，上崇山墳，其高五十餘丈，周回五里有餘；石槨為游館，人膏為燈燭，水銀為江海，黃金為鳧雁。
珍寶之臧，機械之變，棺槨之麗，宮館之盛，不可勝原。又多殺宮人，生薶工匠，計以萬數。天下苦其役而反之，驪山之作未成，而周章百萬之師至其下矣。項籍燔其宮室營宇，往者咸見發掘。其後牧兒亡羊，羊入其鑿，牧者持火照求羊，失火燒其臧槨。自古至今，葬未有盛如始皇者也，數年之間，外被項籍之災，內離牧豎之禍，豈不哀哉！
是故德彌厚者葬彌薄，知愈深者葬愈微。無德寡知，其葬愈厚，丘隴彌高，宮廟甚麗，發掘必速。由是觀之，明暗之效，葬之吉凶，昭然可見矣。周德既衰而奢侈，宣王賢而中興，更為儉宮室，小寢廟。詩人美之，斯干之詩是也，上章道宮室之如制，下章言子孫之眾多也。及魯嚴公刻飾宗廟，多築臺囿，後嗣再絕，春秋刺焉。周宣如彼而昌，魯、秦如此而絕，是則奢儉之得失也。
陛下即位，躬親節儉，始營初陵，其制約小，天下莫不稱賢明。及徙昌陵，增埤為高，積土為山，發民墳墓，積以萬數，營起邑居，期日迫卒，功費大萬百餘。死者恨於下，生者愁於上，怨氣感動陰陽，因之以饑饉，物故流離以十萬數，臣甚惛焉。
以死者為有知，發人之墓，其害多矣；若其無知，又安用大？謀之賢知則不說，以示眾庶則苦之；若苟以說愚夫淫侈之人，又何為哉！陛下慈仁篤美甚厚，聰明疏達蓋世，宜弘漢家之德，崇劉氏之美，光昭五帝、三王，而顧與暴秦亂君競為奢侈，比方丘隴，說愚夫之目，隆一時之觀，違賢知之心，亡萬世之安，臣竊為陛下羞之。
唯陛下上覽明聖黃帝、堯、舜、禹、湯、文、武、周公、仲尼之制，下觀賢知穆公、延陵、樗里、張釋之之意。孝文皇帝去墳薄葬，以儉安神，可以為則；秦昭、始皇增山厚臧，以侈生害，足以為戒。初陵之跻，宜從公卿大臣之議，以息眾庶。
書奏，上甚感向言，而不能從其計。

### 书籍
- 班固. . .
- 錢穆著，《兩漢經學今古文平議》，北京，商務印書館，2001年，ISBN 7-100-03242-3
- 加藤实：〈论刘向关于“幽厉”时代的诗经学 （页面存档备份，存于）〉。

## 外部連結
[在维基数据编辑]
 在维基文库阅读此作者作品（ 在维基共享资源阅览影像）
 《漢書/卷030》，出自班固《漢書》
 《漢書·卷036》，出自班固《漢書》